# 柏广新
柏广新（1955年—），山东临沂人，汉族，中华人民共和国政治人物、全国人民代表大会吉林地区代表。

## 生平
毕业于中国科学院研究生院生态学专业，加入中国共产党。担任吉林森工集团董事长。2008年起担任全国人大代表。2013年，被选为全国人大代表。2017年9月1日，第十二届全国人民代表大会常务委员会第二十九次会议通过其辞呈。因涉嫌严重违纪，本人提出辞去第十二届全国人民代表大会代表职务。2017年7月28日，吉林省第十二届人大常委会第三十六次会议决定接受其辞职。2017年9月1日，第十二届全国人民代表大会常务委员会第二十九次会议通过其辞呈。